# Arnaud Maeder
Arnaud Maeder, född 24 januari 1974 i Grenoble, är en fransk biolog och museidirektör verksam i Schweiz.
Arnaud var direktör för La Chaux-de-Fonds naturhistoriska museum och zoo 2007–2017. Han har även verkat vid Lausannes universitet. Den 1 maj 2021 tillträdde han som direktör för Genèves naturhistoriska museum.